# Saint-Benin
Saint-Benin ist eine französische Gemeinde mit 341 Einwohnern (Stand 1. Januar 2022) im Département Nord in der Region Hauts-de-France. Sie gehört zum Arrondissement Cambrai und ist Mitglied im Gemeindeverband Caudrésis et Catésis. Die Bewohner nennen sich Saint-Beninois und Saint-Beninoises.

## Geografie
Die Gemeinde Saint-Benin liegt an der Selle, etwa 24 Kilometer südöstlich von Cambrai. Sie grenzt im Norden und Osten an Le Cateau-Cambrésis, im Süden an Saint-Souplet und im Westen an Honnechy. Saint-Benin liegt an der Eisenbahnlinie von Busigny nach Aulnoye-Aymeries. Die nächsten Bahnhöfe, bedient durch die SNCF, befinden sich in Honnechy und Le Cateau-Cambrésis.

## Bevölkerungsentwicklung
| Jahr                       | 1962 | 1968 | 1975 | 1982 | 1990 | 1999 | 2006 | 2013 | 2021 |
| Einwohner                  | 470  | 448  | 369  | 374  | 366  | 389  | 361  | 342  | 339  |
| Quellen: Cassini und INSEE |      |      |      |      |      |      |      |      |      |

## Sehenswürdigkeiten
- Kirche Saint-Benin
- Eisenbahnviadukt
- Mühlen „Chamberlin“ und „Milon-Duval“

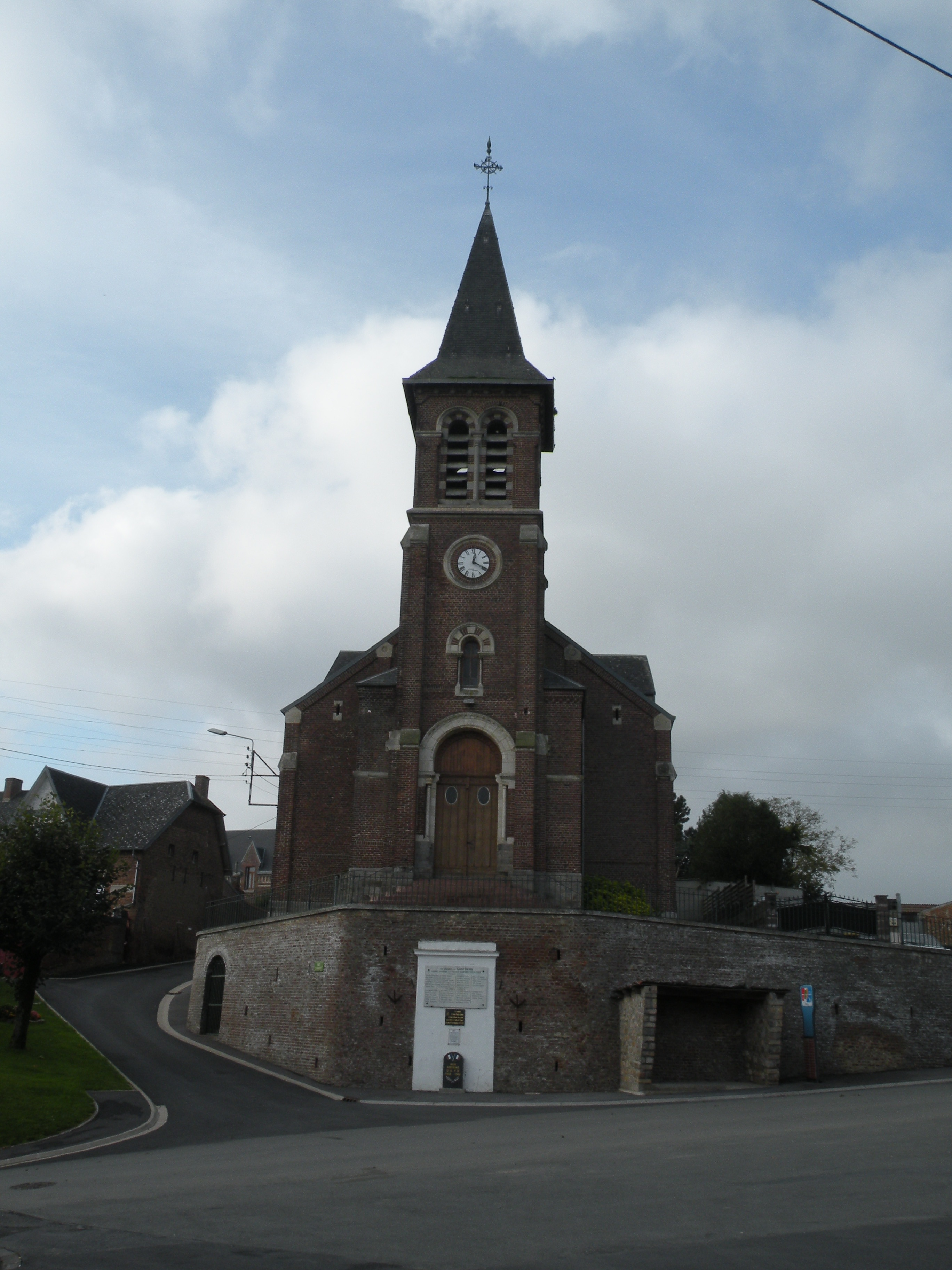
Kirche Saint-Benin
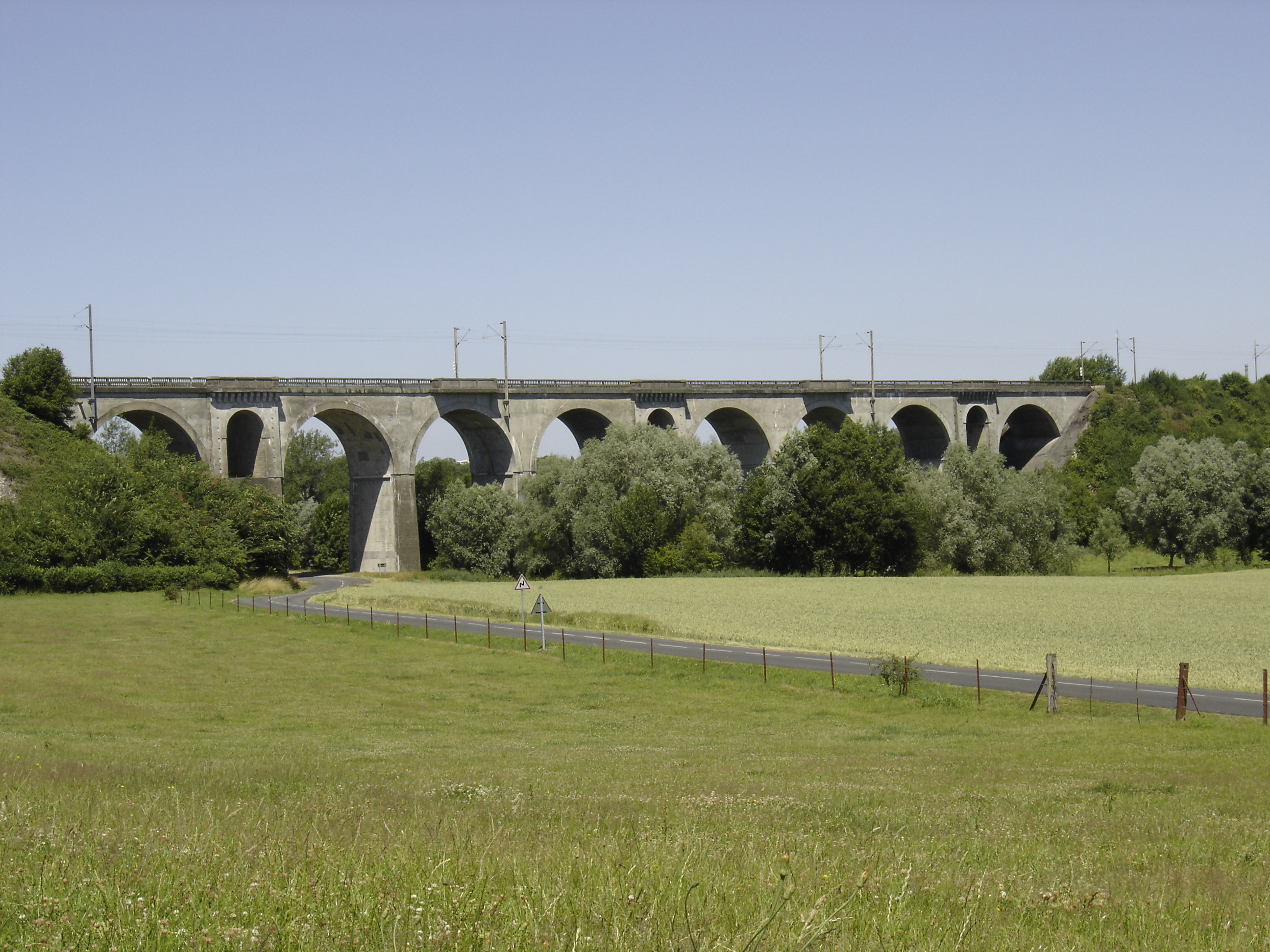
Eisenbahnviadukt bei Saint-Benin
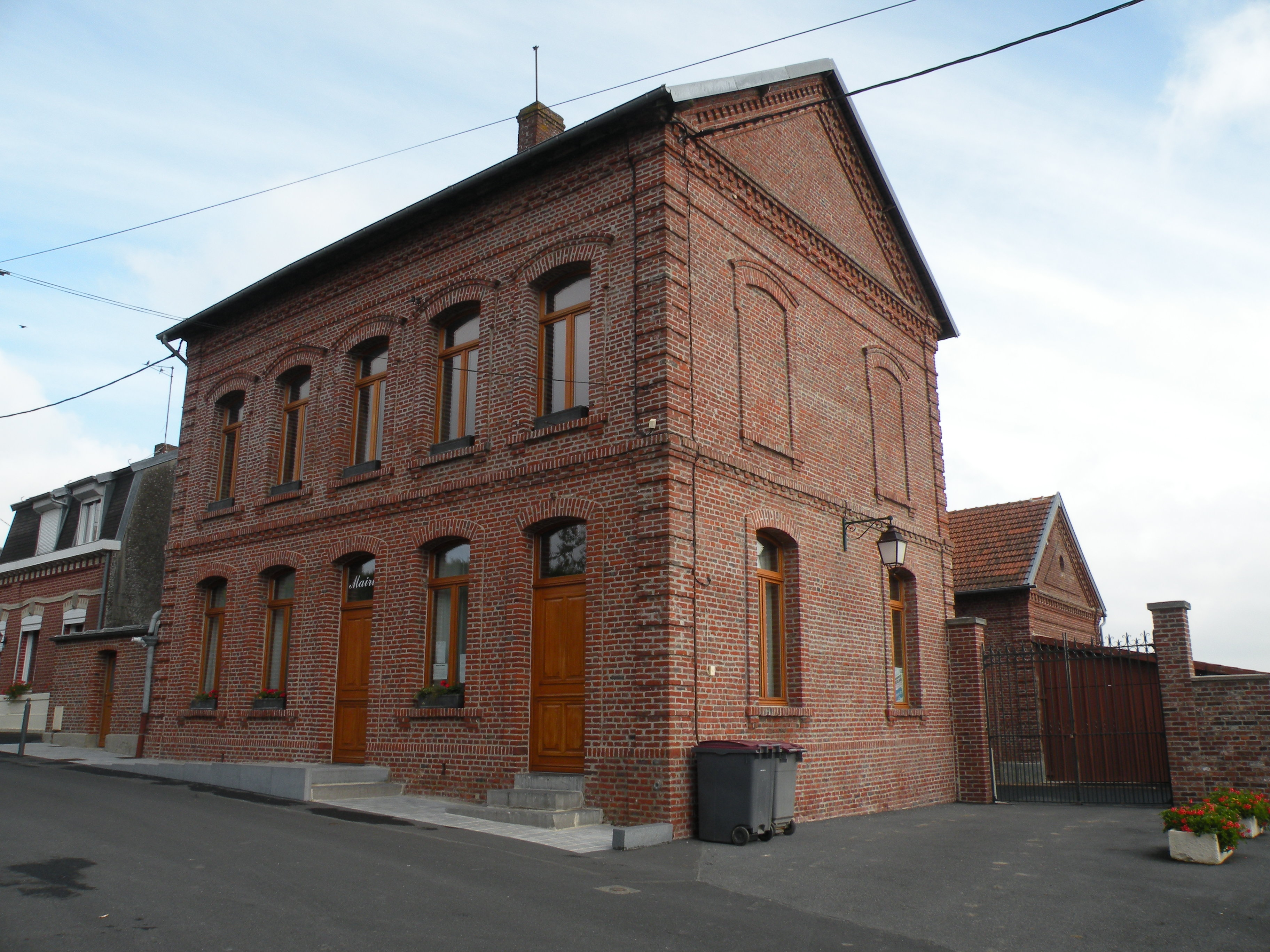
Rathaus (mairie)
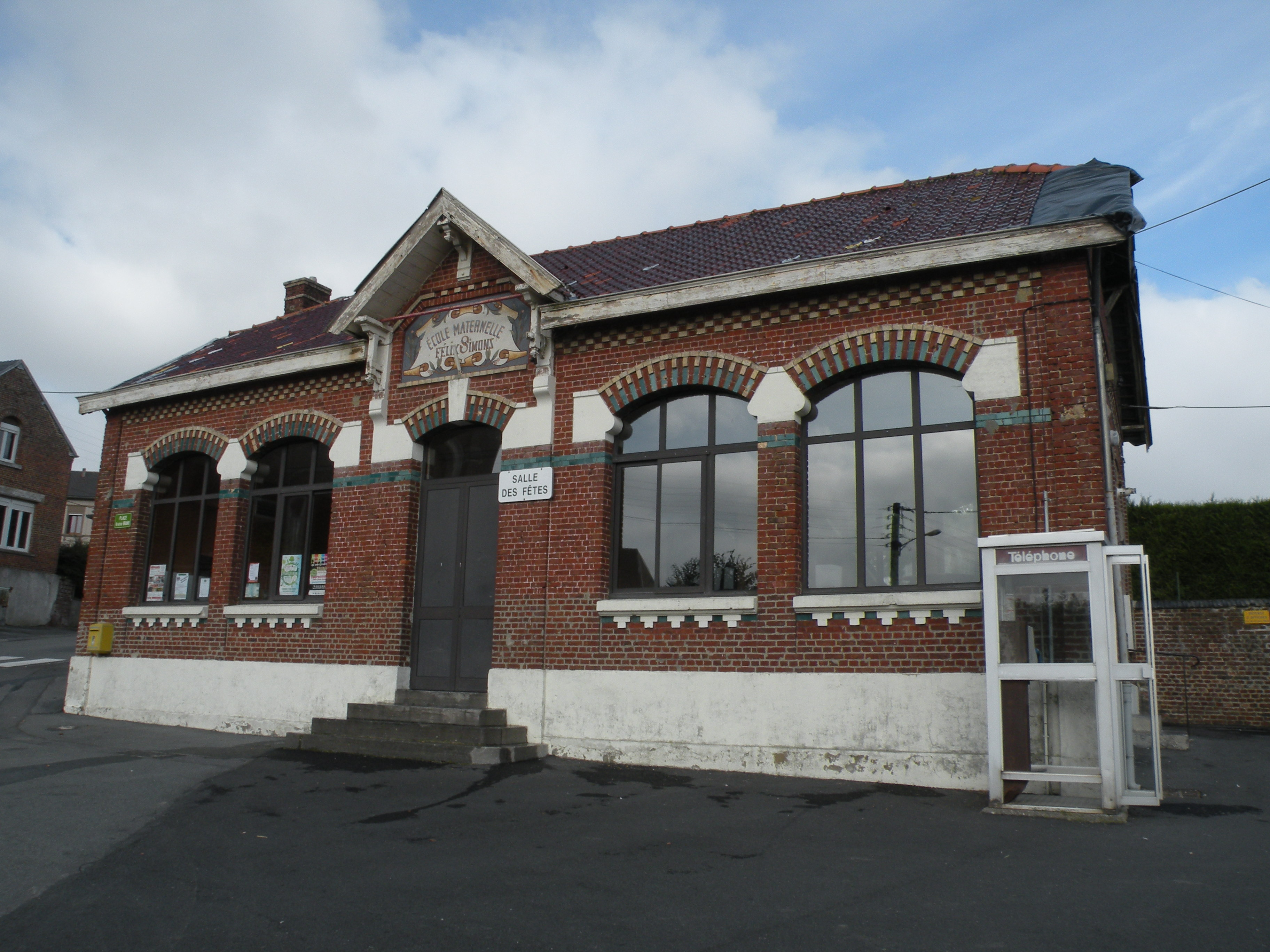
Ehemalige Schule
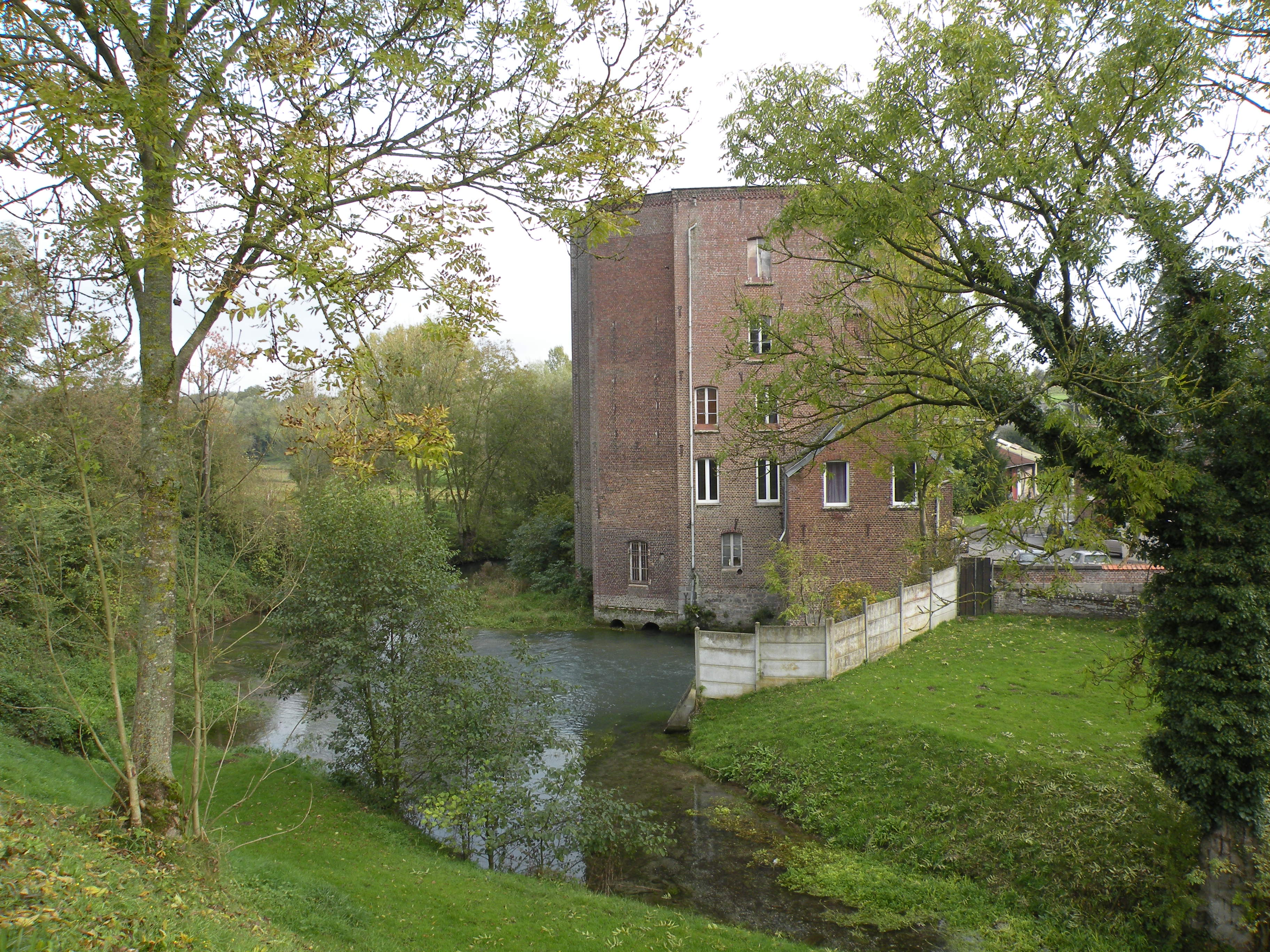
Wassermühle
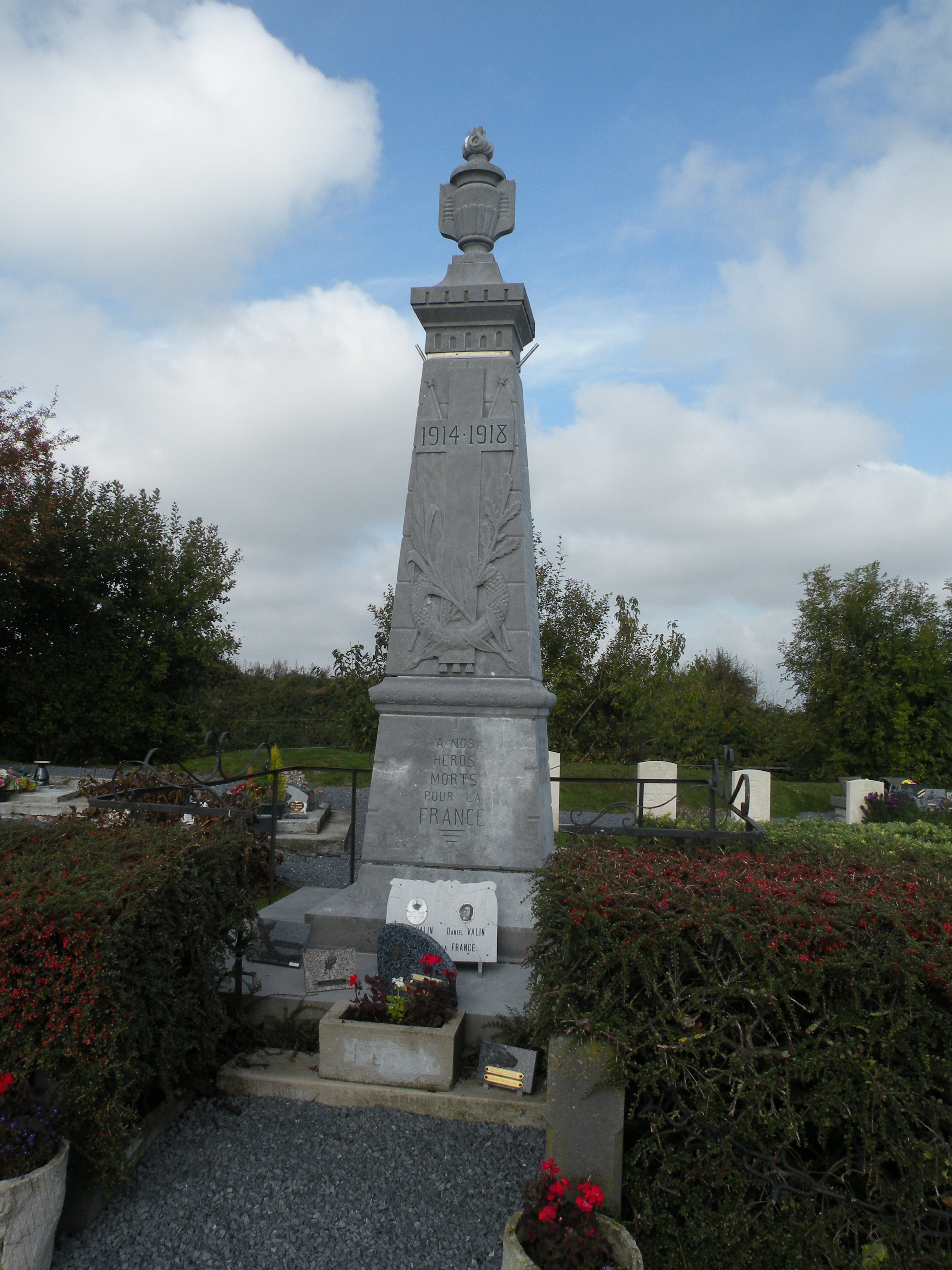
Gefallenendenkmal